# Nadja Auermann

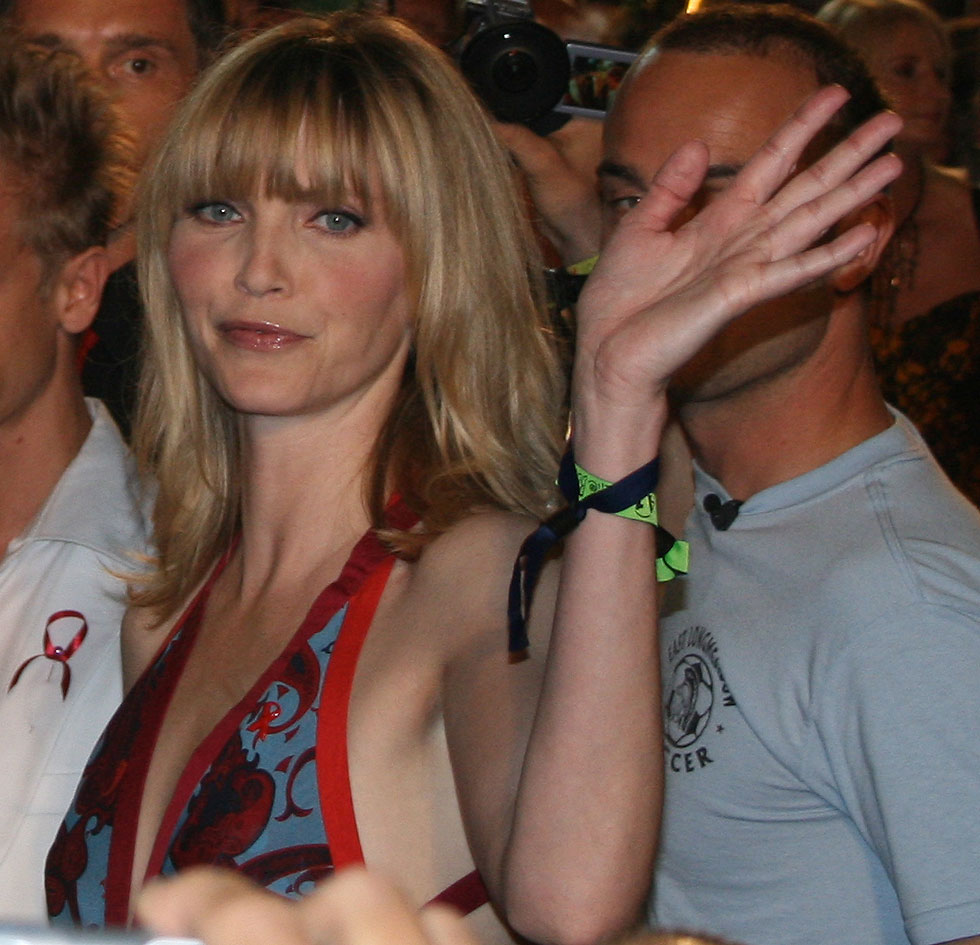
Nadja Auermann (2007)

Nadja Auermann (* 19. März 1971 in Berlin) ist ein deutsches Fotomodell. Gelegentlich arbeitet sie auch als Schauspielerin. Sie war eine Muse von Karl Lagerfeld.

## Leben und Karriere

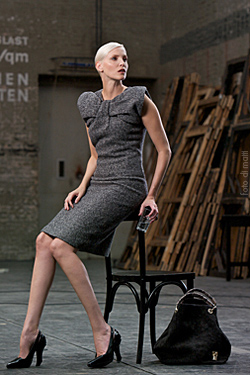
Nadja Auermann (2008)

1989 wurde die 18-jährige Auermann in einem Café in Berlin-Charlottenburg, in dem sie als Kellnerin arbeitete, von einem Modelscout entdeckt.  Nach dem Abitur zog sie nach Paris und erhielt 1991 ihren ersten Modelvertrag mit der Modelagentur Elite.
Im Oktober 1991 machte Ellen von Unwerth für die britische Ausgabe der Modezeitschrift Vogue mit ihr eine Bilderstrecke. Im September 1993 erschien sie auf der Titelseite der US-Vogue-. Auermann, in der Modewelt The Face genannt, ist auf den Titelseiten der großen Modemagazine erschienen und hat mit fast allen namhaften Modemachern zusammengearbeitet. Sie war die Muse von Karl Lagerfeld und gilt als bekanntestes deutsches Model neben Claudia Schiffer, Heidi Klum und Tatjana Patitz.
2003 zog sie sich aus dem Modelgeschäft zunehmend zurück und übernahm im folgenden Jahr ihre erste Hauptrolle im Fernseh-Thriller Dornröschens leiser Tod. Sie hatte Einträge im Guinness-Buch der Rekorde in den Jahren 1997 und 1999 als Mannequin mit den längsten Beinen (112 cm). Dieser Rekord wurde jedoch inzwischen gebrochen.
Im Laufe ihrer Karriere hat Auermann mit Fotografen wie Steven Meisel, Helmut Newton, Mario Testino, Richard Avedon, Patrick Demarchelier, Irving Penn, Herb Ritts, Craig McDean, Steven Klein, Inez van Lamsweerde und Vinoodh Matadin, Mario Sorrenti, Paolo Roversi, Juergen Teller und Peter Lindbergh zusammengearbeitet.

### Persönliches
Von 1998 bis 2005 war Auermann mit Wolfram Grandezka verheiratet. Sie haben einen gemeinsamen Sohn. Aus einer früheren Beziehung zu dem Medienmanager Olaf-Björn Tietz hat sie eine Tochter. Mit einem aus Bonn stammenden Psychiater hat sie zwei Töchter (* 2010, 2013).
Im Dezember 2011 wurde Auermann in Berlin vor dem Amtsgericht Tiergarten wegen Steuerhinterziehung verurteilt und musste eine Geldstrafe in Höhe von 90.000 Euro bezahlen. Im Berufungsprozess vor dem Berliner Landgericht im März 2015 wurde sie erneut zu 49.500 Euro Geldstrafe wegen Steuerhinterziehung verurteilt.
Mit 49 Jahren ließ sich die bis dahin konfessionslose Auermann, die in der Schule den evangelischen Religionsunterricht besucht hatte, kurz nach ihrer jüngsten Tochter 2021 in der römisch-katholischen Kirche taufen.

## Filmografie (Auswahl)
- 1996: Catwalk
- 2003: Who Killed the Idea?
- 2003: Dornröschens leiser Tod (Fernsehfilm)
- 2005: Letztes Kapitel (Fernsehfilm)
- 2018: Entdecke die Mandy in dir (Fernsehfilm)
- 2021: Der Boandlkramer und die ewige Liebe

## Auszeichnungen
- 2004: Women’s World Award – World Style Award